# The Funeral Orchestra
The Funeral Orchestra - фьюнерал дум-метал-группа из Гётеборга, Швеция.

## Состав
- Priest 1 - вокал, гитара.
- Priest 2 - гитара
- Priest 3 - бас
- Priest 4 (Nicklas Rudolfsson) - ударные

## Дискография
- 2002 - Demo 2002 (демо)
- 2003 - We are the End (демо)
- 2003 - Feeding the Abyss
- 2006 - Slow Shalt Be the Whole of the Law